# Société d'échecs de Zurich

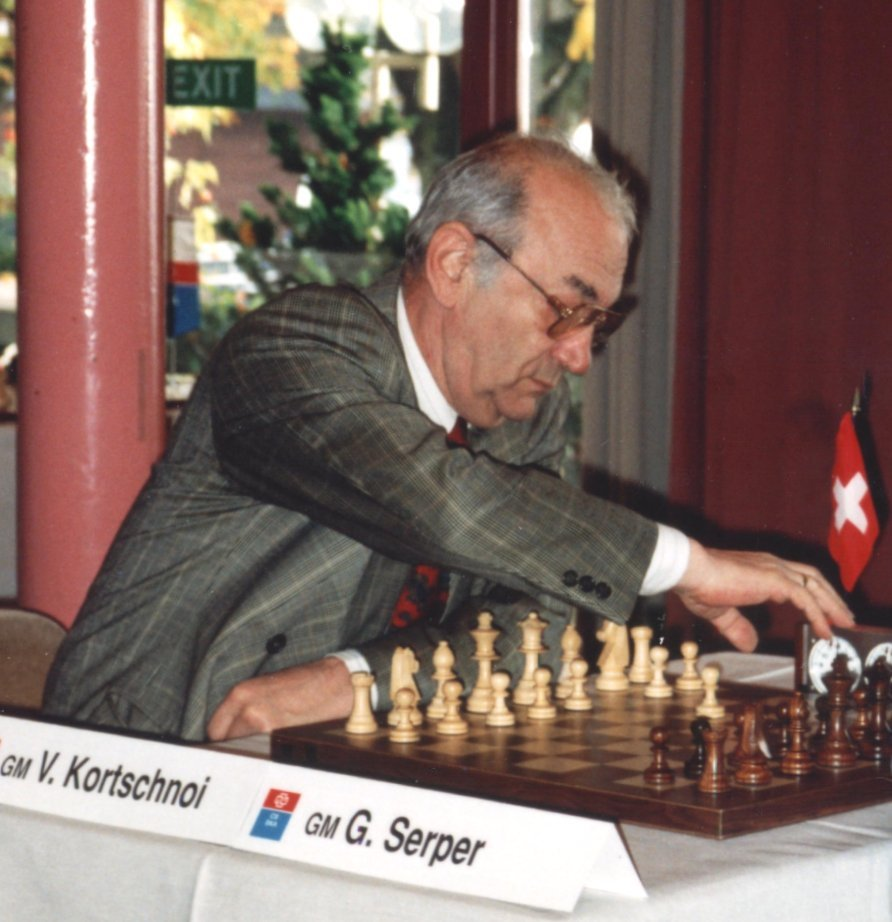
Viktor Korchnoï, ici en 1993, fut un des plus célèbres membres du club.

Le club d'échecs de Zurich (en allemand : Schachgesellschaft Zürich) est un club d'échecs suisse basé à Zurich. Il est le plus vieux club d'échecs au monde, et il est encore en activité.

## Histoire
La société d'échecs de Zurich est de loin le plus ancien club d'échecs au monde. Elle a été fondée en 1809 et peut se prévaloir de 200 ans d'existence ininterrompue,. Les membres fondateurs sont Johann Escher (épicier à Sankt Peters Hofstatt), Sigmund Spöndli (trésorier de l'État et plus tard conseiller du gouvernement), Heinrich Maurer (peintre et premier président du club), Leonhard Ziegler (fabricant de papier et promoteur culturel), Carl Schulthess (peintre et enseignant), Heinrich Schulthess (peintre). En 1814, ils s'établissent dans un premier lieu, le « Schwarzengarten ». 

## Personnalités

### Anciens membres
- Viktor Kortchnoï[2]